# Niko Mindegia
Niko Mindegia Elizaga (Santesteban, Navarra, 19 de julio de 1988)  es un balonmanista español. Ocupa la posición de central el Fenix Toulouse HB.
Habitual con las selecciones españolas juvenil (37 part., 107 goles) y júnior (40 part, 151 goles), hizo su debut con la selección absoluta (23 part, 31 goles) el 28 de diciembre de 2010 ante la selección de Portugal.
Ha jugado en el Portland San Antonio (110 part., 281 goles), BM Helvetia Anaitasuna, BM Ciudad de Logroño (29 part., 117 goles), Pick Szeged, KIF Kolding, Chambery Savoie Handball (65 part., 116 goles), Orlen Wisla Plock (121 part., 258 goles) y Fenix Toulouse HB (43 part., 75 goles). 
Ha ganado la Copa EHF en la temporada 2013/2014 con el SC Pick Szeged húngaro ganando la final contra el Montpellier francés. 
Ha sido campeón de la Copa de Francia de balonmano 2019 con el Chambery Savoie Handball. 
Ha sido Medalla de plata con la Selección Española absoluta en el Campeonato Europeo de Balonmano Masculino de 2016. 
Ha sido campeón de Copa de Polonia 3 veces (2022, 2023 y 2024) con el Orlen Wisla Plock.
Ha sido campeón de la liga de polonia de balonmano en la temporada 2023-2024.
Fue nombrado 3 veces consecutivas "mejor central de la Orlen Superliga de Polonia" (2019-2020, 2020-2021 y 2021-2022)
Fue nombrado "Joueur du mois" (jugador del mes) en octubre de 2018 en la liga de Francia de balonmano cuando jugaba en el Chambery Savoie.

## Palmarés

### Pick Szeged
- Copa EHF (1): 2014

### Chambéry Savoie
- Copa de Francia de balonmano (1): 2019

### Wisla Plock
- Copa de Polonia de balonmano (3): 2022, 2023, 2024
- Liga de Polonia de balonmano (1): 2024

### Selección Española
- Medalla de plata en el Campeonato Europeo de Balonmano Masculino de 2016

## Clubes
- 2005–2007  Portland San Antonio
- 2007–2008  Helvetia Anaitasuna (cedido)
- 2008–2012  Portland San Antonio
- 2012-2013  Naturhouse la Rioja
- 2013–2016  MOL-Pick Szeged
- 2016-2017  KIF Kolding
- 2017-2019  Chambery Savoie Handball
- 2019-2024  Orlen Wisla Plock
- 2024-presente   Fenix Toulouse HB